# Evgueni Gabrilovitch
Evgueni Gabrilovitch (en russe : Евге́ний Ио́сифович (Осипович) Габрило́вич), né le 23 octobre 1899 à Voronej et mort le 5 décembre 1993 à Moscou, est un écrivain, dramaturge et scénariste soviétique. Membre de l'Union des écrivains soviétiques depuis 1934,.

## Biographie
Gabrilovitch fait ses études à la faculté juridique de l'Université d'État de Moscou.
Dans les années 1920, il est pianiste dans le jazz-band de Valentin Parnakh.
Ses premières publications datent de 1921, durant cette période il fréquente le groupe du Centre littéraire des constructivistes fondé par Ilia Selvinski et Korneli Zelinski (ru).
On retrouve le nom de Gabrilovitch parmi les auteurs de l'ouvrage collectif Le canal Staline, histoire de la construction de la voie d’eau Baltique-mer Blanche dont la rédaction est confiée à Maxime Gorki, Leopold Awerbach et Semion Firine, en 1934. Rédigée par trente-six écrivains soviétiques cette saga met à l'avant le concept de rééducation d'anciens ennemis du peuple, tels les criminels, les prostituées, les koulaks, les contre-révolutionnaires par le travail collectif, présentant ce processus comme une refonte d'individu. En 1937, lorsque l'orientation sur la refonte des opposants ou les supposés opposants au régime est remplacée par leur élimination, tous les exemplaires de l'histoire du Canal sont retirés de la vente et les principaux protagonistes exterminés lors des grandes purges, parmi eux Semion Firine (1898-1937), le directeur du chantier en question et co-auteur dudit ouvrage. Gabrilovitch toutefois échappera aux persécutions.
Il enseigne à l'Institut national de la cinématographie à partir de 1962.
Il est lauréat du prix Staline en 1943, pour le scénario du film Machenka (1942) et du prix d'État de l'URSS en 1967 et 1983, pour les scénarios des films Lénine en Pologne (1965) et Lénine à Paris (1981).
Il est lauréat du prix Nika en 1989.
Mort à Moscou, Evgueni Gabrilovitch est enterré au cimetière de Novodevitchi.

## Récompenses
- Héros du travail socialiste (1979)
- Ordre de Lénine (1979)
- Ordre de la Guerre patriotique (1945, 1985)
- Ordre de la révolution d'Octobre
- Ordre du Drapeau rouge du Travail (1944, 1960)
- Médaille pour la victoire sur l'Allemagne
- Médaille pour la Défense de Moscou

## Œuvre
Récits
- Un extrait de l'histoire // Par le socialisme à l'anarcho-universalisme: L'organe imprimé de la section moscovite des universalistes anarchistes (intra-individualistes), M., 1921, no 2
- Les Erreurs, les Pluies et les Mariages, Moscou: Fédération, 1930.
- Voyage à Konsk, M., 1932. (Bibliothèque du magazine Ogonyok, no 50)
- Quatre Histoires, M., Fédération, 1932.
- Adieu : Histoires, M., Littérature Soviétique, 1934.
- Village : Histoires, M., Goslitizdat, 1935.
- Le Brovkin paisible, M., Goslitizdat, 1936.
- L’Époux : histoires, M., 1939. (Bibliothèque du magazine Ogonyok, no 28)
- Près de la ligne de front: Essais, M., 1941, Irkoutsk, 1942
- Cœur de Macha, M., Jeune Garde, 1942.
- Route vers l'Ouest, M., 1942.
- Près de Moscou, M., Éditions Voenmorizdat, 1943; Magadan, 1943.
- Cinéma et Littérature, M., 1965. (Bibliothèque du spectateur)
- A propos de ce qui est arrivé, M., Éditions Iskusstvo, 1967.
- Quatre Quarts, M., 1975. (Mémoires des cinéastes)
- La Naissance du siècle: histoires, M., 1978.
- Propre, mais pas du tout, M., 1991.
- Le Dernier Livre, M., 1996

Scénarios
- La Dernière Nuit de Youli Raizman, scénario adapté de la nouvelle de Gabrilovitch Brovkine paisible (Тихий Бровкин) (1937)
- Machenka (Машенька) de Youli Raizman (1942)
- Le Rêve (Мечта) coécrit avec Mikhaïl Romm (1943)
- Communiste (Коммунист) de Youli Raizman (1958)
- Pas de gué dans le feu (В огне брода нет) coécrit avec Gleb Panfilov (1967)
- Chemins vers Lénine (На пути к Ленину) de Günter Reisch (1969)
- Le Début (Начало) de Gleb Panfilov (1970)
- Un monologue (Монолог) de Ilya Averbakh (1973)

Dramaturgie
- Frères (Братья, 1938)